# 1-ша бригада територіальної оборони (Польща)
1-ша Підляська бригада територіальної оборони імені полковника Владислава Лініарського пс. «Мстислав» (в/ч JW 4857) — військове з'єднання військ територіальної оборони Війська Польського.

## Структура

### 2017
- штаб бригади, Білосток
- 11 батальйон легкої піхоти, Білосток (колишній 25 бат. JW 4861)
- 12 батальйон легкої піхоти, Сувалки
- 13 батальйон легкої піхоти, Ломжа
- 14 батальйон легкої піхоти, Більськ-Підляський
- (5) 53 батальйон легкої піхоти, Седльце (JW 4862), підполковник Даріуш Козловські[1]

## Командування
- полковник Славомір Коцановський[2][3]